# 2025-ös IIHF divízió II-es jégkorong-világbajnokság
A 2025-ös IIHF divízió II-es jégkorong-világbajnokság A csoportjának mérkőzéseit Belgrádban, Szerbiában rendezték 2025. április 27. és május 3. között. A B csoport mérkőzéseit Dunedinben, Új-Zélandon rendezték április 27. és május 3. között.

## A csoport

### Résztvevők
| Csapat                  | Kvalifikáció                                      |
| ----------------------- | ------------------------------------------------- |
| Hollandia               | A 2024-es divízió I/B 6. helyezettje, kiesett.    |
| Szerbia                 | Rendező, a 2024-es divízió II/A 2. helyezettje.   |
| Egyesült Arab Emírségek | A 2024-es divízió II/A 3. helyezettje.            |
| Izrael                  | A 2024-es divízió II/A 4. helyezettje.            |
| Ausztrália              | A 2024-es divízió II/A 5. helyezettje.            |
| Belgium                 | A 2024-es divízió II/B 1. helyezettje, feljutott. |

### Tabella
| Hely. | Csapat                  | M | Gy | HGy | HV | V | G+ | G– | Gk  | P  | Feljutás vagy kiesés       |
| ----- | ----------------------- | - | -- | --- | -- | - | -- | -- | --- | -- | -------------------------- |
| 1.    | Hollandia               | 5 | 5  | 0   | 0  | 0 | 25 | 4  | +21 | 15 | Feljutott a divízió I/B-be |
| 2.    | Szerbia (R)             | 5 | 4  | 0   | 0  | 1 | 12 | 5  | +7  | 12 |                            |
| 3.    | Egyesült Arab Emírségek | 5 | 2  | 0   | 0  | 3 | 14 | 13 | +1  | 6  |                            |
| 4.    | Belgium                 | 5 | 2  | 0   | 0  | 3 | 5  | 17 | −12 | 6  |                            |
| 5.    | Ausztrália              | 5 | 1  | 0   | 0  | 4 | 7  | 17 | −10 | 3  |                            |
| 6.    | Izrael                  | 5 | 1  | 0   | 0  | 4 | 9  | 16 | −7  | 3  | Kiesett a divízió II/B-be  |

### Eredmények
A mérkőzések kezdési időpontjai helyi idő szerint (UTC+2) értendők.
| 2025. április 29. 12:30 | Belgium | 2–0 (1–0, 0–0, 1–0) | Izrael | Pionir Jégcsarnok, Belgrád Nézőszám: 27 |

| Jegyzőkönyv                                                                                            | Jegyzőkönyv   | Jegyzőkönyv | Jegyzőkönyv    | Jegyzőkönyv                                                                                 |
| --- | ------------- | ----------- | -------------- | ------------------------------------------------------------------------------------------- |
| | Jelle Lievens | Kapusok     | Maksim Kaliaev | Játékvezetők: Federico Giacomozzi Bastian Steingroß Vonalbírók: Johan Fauvel Matija Nikolić |
| \| Auger (Verelst, Gyesbreghs) (SH) – 15:28 \| 1–0 \| \| \| Delport (Schoovaerts) – 54:45 \| 2–0 \| \| |               |             |                | Játékvezetők: Federico Giacomozzi Bastian Steingroß Vonalbírók: Johan Fauvel Matija Nikolić |
| 12 perc                                                                                                | Büntetések    | 10 perc     |                | Játékvezetők: Federico Giacomozzi Bastian Steingroß Vonalbírók: Johan Fauvel Matija Nikolić |
| 38 | Lövések       | 30          |                | Játékvezetők: Federico Giacomozzi Bastian Steingroß Vonalbírók: Johan Fauvel Matija Nikolić |
| Auger (Verelst, Gyesbreghs) (SH) – 15:28                                                               | 1–0           |             |                | Játékvezetők: Federico Giacomozzi Bastian Steingroß Vonalbírók: Johan Fauvel Matija Nikolić |
| Delport (Schoovaerts) – 54:45                                                                          | 2–0           |             |                | Játékvezetők: Federico Giacomozzi Bastian Steingroß Vonalbírók: Johan Fauvel Matija Nikolić |

| 2025. április 29. 16:00 | Egyesült Arab Emírségek | 0–5 (0–1, 0–2, 0–2) | Hollandia | Pionir Jégcsarnok, Belgrád Nézőszám: 46 |

| Jegyzőkönyv | Jegyzőkönyv         | Jegyzőkönyv                                      | Jegyzőkönyv    | Jegyzőkönyv                                                                         |
| --- | ------------------- | ------------------------------------------------ | -------------- | ----------------------------------------------------------------------------------- |
| | Konstantin Belomoev | Kapusok                                          | Cedrick Andree | Játékvezetők: Tomáš Hronský Jakub Šindel Vonalbírók: Andreas Kroyer Uroš Mladenović |
| \| \| 0–1 \| 03:51 – Borgman (Van Nes, Verkiel) \| \| \| 0–2 \| 30:32 – Hessels (Bison, Van der Schuit) \| \| \| 0–3 \| 35:08 – Van Nes (Joly, Andree) \| \| \| 0–4 \| 49:01 – Hessels (Van der Schuit, De Bruijn) (PP) \| \| \| 0–5 \| 59:08 – Bison (Muller, Hessels) \| |                     |                                                  |                | Játékvezetők: Tomáš Hronský Jakub Šindel Vonalbírók: Andreas Kroyer Uroš Mladenović |
| 6 perc | Büntetések          | 4 perc                                           |                | Játékvezetők: Tomáš Hronský Jakub Šindel Vonalbírók: Andreas Kroyer Uroš Mladenović |
| 13 | Lövések             | 52                                               |                | Játékvezetők: Tomáš Hronský Jakub Šindel Vonalbírók: Andreas Kroyer Uroš Mladenović |
| | 0–1                 | 03:51 – Borgman (Van Nes, Verkiel)               |                | Játékvezetők: Tomáš Hronský Jakub Šindel Vonalbírók: Andreas Kroyer Uroš Mladenović |
| | 0–2                 | 30:32 – Hessels (Bison, Van der Schuit)          |                | Játékvezetők: Tomáš Hronský Jakub Šindel Vonalbírók: Andreas Kroyer Uroš Mladenović |
| | 0–3                 | 35:08 – Van Nes (Joly, Andree)                   |                | Játékvezetők: Tomáš Hronský Jakub Šindel Vonalbírók: Andreas Kroyer Uroš Mladenović |
| | 0–4                 | 49:01 – Hessels (Van der Schuit, De Bruijn) (PP) |                |                                                                                     |
| | 0–5                 | 59:08 – Bison (Muller, Hessels)                  |                |                                                                                     |

| 2025. április 29. 19:30 | Szerbia | 3–0 (1–0, 1–0, 1–0) | Ausztrália | Pionir Jégcsarnok, Belgrád Nézőszám: 527 |

| Jegyzőkönyv | Jegyzőkönyv    | Jegyzőkönyv | Jegyzőkönyv     | Jegyzőkönyv                                                                             |
| --- | -------------- | ----------- | --------------- | --------------------------------------------------------------------------------------- |
| | Akim Padalitsa | Kapusok     | Aleksi Toivonen | Játékvezetők: Uldis Bušs Alexey Roshchyn Vonalbírók: Lukas Fleischmann Frederic Monnaie |
| \| Gvozdenović (Subotić, Vučurević) (PP) – 13:19 \| 1–0 \| \| \| Leštarić (Dragović) – 24:01 \| 2–0 \| \| \| Gvozdenović (SH, EN) – 58:16 \| 3–0 \| \| |                |             |                 | Játékvezetők: Uldis Bušs Alexey Roshchyn Vonalbírók: Lukas Fleischmann Frederic Monnaie |
| 16 perc | Büntetések     | 8 perc      |                 | Játékvezetők: Uldis Bušs Alexey Roshchyn Vonalbírók: Lukas Fleischmann Frederic Monnaie |
| 34 | Lövések        | 16          |                 | Játékvezetők: Uldis Bušs Alexey Roshchyn Vonalbírók: Lukas Fleischmann Frederic Monnaie |
| Gvozdenović (Subotić, Vučurević) (PP) – 13:19 | 1–0            |             |                 | Játékvezetők: Uldis Bušs Alexey Roshchyn Vonalbírók: Lukas Fleischmann Frederic Monnaie |
| Leštarić (Dragović) – 24:01 | 2–0            |             |                 | Játékvezetők: Uldis Bušs Alexey Roshchyn Vonalbírók: Lukas Fleischmann Frederic Monnaie |
| Gvozdenović (SH, EN) – 58:16 | 3–0            |             |                 | Játékvezetők: Uldis Bušs Alexey Roshchyn Vonalbírók: Lukas Fleischmann Frederic Monnaie |

| 2025. április 30. 12:30 | Hollandia | 6–2 (2–1, 3–1, 1–0) | Izrael | Pionir Jégcsarnok, Belgrád Nézőszám: 37 |

| Jegyzőkönyv | Jegyzőkönyv       | Jegyzőkönyv                                  | Jegyzőkönyv    | Jegyzőkönyv                                                                 |
| --- | ----------------- | -------------------------------------------- | -------------- | --------------------------------------------------------------------------- |
| | Ruud Leeuwesteijn | Kapusok                                      | Maksim Kaliaev | Játékvezetők: Uldis Bušs Alexey Roshchyn Vonalbírók: Fu Dahe Matija Nikolić |
| \| Hessels (Van der Schuit, Bison) – 01:32 \| 1–0 \| \| \| \| 1–1 \| 02:13 – I. Ben Tov (Khubashvili, A. Ben Tov) \| \| Verkiel (PS) – 15:18 \| 2–1 \| \| \| Van Nes (Joly, Borgman) (PP2) – 24:52 \| 3–1 \| \| \| Joly (Van Nes, De Bruijn) (PP) – 27:16 \| 4–1 \| \| \| \| 4–2 \| 36:57 – Goldshtein (Kozev, Khvoles) (PP) \| \| Hessels (SH) – 39:40 \| 5–2 \| \| \| Stempher (Van Nes, Joly) (PP) – 56:55 \| 6–2 \| \| |                   |                                              |                | Játékvezetők: Uldis Bušs Alexey Roshchyn Vonalbírók: Fu Dahe Matija Nikolić |
| 24 perc | Büntetések        | 61 perc                                      |                | Játékvezetők: Uldis Bušs Alexey Roshchyn Vonalbírók: Fu Dahe Matija Nikolić |
| 52 | Lövések           | 26                                           |                | Játékvezetők: Uldis Bušs Alexey Roshchyn Vonalbírók: Fu Dahe Matija Nikolić |
| Hessels (Van der Schuit, Bison) – 01:32 | 1–0               |                                              |                | Játékvezetők: Uldis Bušs Alexey Roshchyn Vonalbírók: Fu Dahe Matija Nikolić |
| | 1–1               | 02:13 – I. Ben Tov (Khubashvili, A. Ben Tov) |                | Játékvezetők: Uldis Bušs Alexey Roshchyn Vonalbírók: Fu Dahe Matija Nikolić |
| Verkiel (PS) – 15:18 | 2–1               |                                              |                | Játékvezetők: Uldis Bušs Alexey Roshchyn Vonalbírók: Fu Dahe Matija Nikolić |
| Van Nes (Joly, Borgman) (PP2) – 24:52 | 3–1               |                                              |                |                                                                             |
| Joly (Van Nes, De Bruijn) (PP) – 27:16 | 4–1               |                                              |                |                                                                             |
| | 4–2               | 36:57 – Goldshtein (Kozev, Khvoles) (PP)     |                |                                                                             |
| Hessels (SH) – 39:40 | 5–2               |                                              |                |                                                                             |
| Stempher (Van Nes, Joly) (PP) – 56:55 | 6–2               |                                              |                |                                                                             |

| 2025. április 30. 16:00 | Ausztrália | 1–3 (0–0, 1–1, 0–2) | Belgium | Pionir Jégcsarnok, Belgrád Nézőszám: 29 |

| Jegyzőkönyv | Jegyzőkönyv    | Jegyzőkönyv                               | Jegyzőkönyv   | Jegyzőkönyv                                                                            |
| --- | -------------- | ----------------------------------------- | ------------- | -------------------------------------------------------------------------------------- |
| | Alex Tetreault | Kapusok                                   | Jelle Lievens | Játékvezetők: Tomáš Hronský Jakub Šindel Vonalbírók: Lukas Fleischmann Uroš Mladenović |
| \| Hawes (Todd) – 20:37 \| 1–0 \| \| \| \| 1–1 \| 26:06 – Auger (Boni) \| \| \| 1–2 \| 52:22 – Gyesbreghs (James, Steyaert) (PP) \| \| \| 1–3 \| 54:48 – Auger (Steyaert, Gyesbreghs) \| |                |                                           |               | Játékvezetők: Tomáš Hronský Jakub Šindel Vonalbírók: Lukas Fleischmann Uroš Mladenović |
| 10 perc | Büntetések     | 8 perc                                    |               | Játékvezetők: Tomáš Hronský Jakub Šindel Vonalbírók: Lukas Fleischmann Uroš Mladenović |
| 20 | Lövések        | 30                                        |               | Játékvezetők: Tomáš Hronský Jakub Šindel Vonalbírók: Lukas Fleischmann Uroš Mladenović |
| Hawes (Todd) – 20:37 | 1–0            |                                           |               | Játékvezetők: Tomáš Hronský Jakub Šindel Vonalbírók: Lukas Fleischmann Uroš Mladenović |
| | 1–1            | 26:06 – Auger (Boni)                      |               | Játékvezetők: Tomáš Hronský Jakub Šindel Vonalbírók: Lukas Fleischmann Uroš Mladenović |
| | 1–2            | 52:22 – Gyesbreghs (James, Steyaert) (PP) |               | Játékvezetők: Tomáš Hronský Jakub Šindel Vonalbírók: Lukas Fleischmann Uroš Mladenović |
| | 1–3            | 54:48 – Auger (Steyaert, Gyesbreghs)      |               |                                                                                        |

| 2025. április 30. 19:30 | Szerbia | 4–1 (0–1, 1–0, 3–0) | Egyesült Arab Emírségek | Pionir Jégcsarnok, Belgrád Nézőszám: 326 |

| Jegyzőkönyv | Jegyzőkönyv    | Jegyzőkönyv                          | Jegyzőkönyv         | Jegyzőkönyv                                                                                     |
| --- | -------------- | ------------------------------------ | ------------------- | ----------------------------------------------------------------------------------------------- |
| | Akim Padalitsa | Kapusok                              | Konstantin Belomoev | Játékvezetők: Federico Giacomozzi Bastian Steingroß Vonalbírók: Andreas Kroyer Frederic Monnaie |
| \| \| 0–1 \| 11:13 – Klavdiev (Glukhikh, Chuikov) \| \| Tomašević (Popović) (SH) – 24:32 \| 1–1 \| \| \| Đumić (Tomašević, Pećerić) – 51:31 \| 2–1 \| \| \| Đumić (Popović, Anić) – 54:27 \| 3–1 \| \| \| Tomašević (EN) – 58:16 \| 4–1 \| \| |                |                                      |                     | Játékvezetők: Federico Giacomozzi Bastian Steingroß Vonalbírók: Andreas Kroyer Frederic Monnaie |
| 13 perc | Büntetések     | 4 perc                               |                     | Játékvezetők: Federico Giacomozzi Bastian Steingroß Vonalbírók: Andreas Kroyer Frederic Monnaie |
| 56 | Lövések        | 27                                   |                     | Játékvezetők: Federico Giacomozzi Bastian Steingroß Vonalbírók: Andreas Kroyer Frederic Monnaie |
| | 0–1            | 11:13 – Klavdiev (Glukhikh, Chuikov) |                     | Játékvezetők: Federico Giacomozzi Bastian Steingroß Vonalbírók: Andreas Kroyer Frederic Monnaie |
| Tomašević (Popović) (SH) – 24:32 | 1–1            |                                      |                     | Játékvezetők: Federico Giacomozzi Bastian Steingroß Vonalbírók: Andreas Kroyer Frederic Monnaie |
| Đumić (Tomašević, Pećerić) – 51:31 | 2–1            |                                      |                     | Játékvezetők: Federico Giacomozzi Bastian Steingroß Vonalbírók: Andreas Kroyer Frederic Monnaie |
| Đumić (Popović, Anić) – 54:27 | 3–1            |                                      |                     |                                                                                                 |
| Tomašević (EN) – 58:16 | 4–1            |                                      |                     |                                                                                                 |

| 2025. május 2. 12:30 | Hollandia | 5–1 (2–1, 1–0, 2–0) | Ausztrália | Pionir Jégcsarnok, Belgrád Nézőszám: 42 |

| Jegyzőkönyv | Jegyzőkönyv    | Jegyzőkönyv                       | Jegyzőkönyv     | Jegyzőkönyv                                                                                 |
| --- | -------------- | --------------------------------- | --------------- | ------------------------------------------------------------------------------------------- |
| | Cedrick Andree | Kapusok                           | Aleksi Toivonen | Játékvezetők: Federico Giacomozzi Alexey Roshchyn Vonalbírók: Andreas Krøyer Matija Nikolić |
| \| \| 0–1 \| 10:30 – Kubara (Todd, Hawes) (PP) \| \| Borgman (Hessels) – 10:58 \| 1–1 \| \| \| Van Nes (Stempher, Joly) – 14:48 \| 2–1 \| \| \| Joly (Borgman, Stempher) – 23:39 \| 3–1 \| \| \| Van Nes (Joly, Stempher) – 55:29 \| 4–1 \| \| \| Van Nes (SH) – 59:40 \| 5–1 \| \| |                |                                   |                 | Játékvezetők: Federico Giacomozzi Alexey Roshchyn Vonalbírók: Andreas Krøyer Matija Nikolić |
| 12 perc | Büntetések     | 14 perc                           |                 | Játékvezetők: Federico Giacomozzi Alexey Roshchyn Vonalbírók: Andreas Krøyer Matija Nikolić |
| 30 | Lövések        | 11                                |                 | Játékvezetők: Federico Giacomozzi Alexey Roshchyn Vonalbírók: Andreas Krøyer Matija Nikolić |
| | 0–1            | 10:30 – Kubara (Todd, Hawes) (PP) |                 | Játékvezetők: Federico Giacomozzi Alexey Roshchyn Vonalbírók: Andreas Krøyer Matija Nikolić |
| Borgman (Hessels) – 10:58 | 1–1            |                                   |                 | Játékvezetők: Federico Giacomozzi Alexey Roshchyn Vonalbírók: Andreas Krøyer Matija Nikolić |
| Van Nes (Stempher, Joly) – 14:48 | 2–1            |                                   |                 | Játékvezetők: Federico Giacomozzi Alexey Roshchyn Vonalbírók: Andreas Krøyer Matija Nikolić |
| Joly (Borgman, Stempher) – 23:39 | 3–1            |                                   |                 |                                                                                             |
| Van Nes (Joly, Stempher) – 55:29 | 4–1            |                                   |                 |                                                                                             |
| Van Nes (SH) – 59:40 | 5–1            |                                   |                 |                                                                                             |

| 2025. május 2. 16:00 | Egyesült Arab Emírségek | 2–3 (1–2, 0–0, 1–1) | Izrael | Pionir Jégcsarnok, Belgrád Nézőszám: 29 |

| Jegyzőkönyv | Jegyzőkönyv         | Jegyzőkönyv                           | Jegyzőkönyv    | Jegyzőkönyv                                                                               |
| --- | ------------------- | ------------------------------------- | -------------- | ----------------------------------------------------------------------------------------- |
| | Konstantin Belomoev | Kapusok                               | Maksim Kaliaev | Játékvezetők: Jakub Šindel Bastian Steingroß Vonalbírók: Uroš Mladenović Frederic Monnaie |
| \| Badegyev (R. Korchokha, E. Korchokha) – 08:30 \| 1–0 \| \| \| \| 1–1 \| 15:35 – Khvoles (Levin, Kaliaev) (PP) \| \| \| 1–2 \| 19:35 – Mazour (Lukin, Polozov) \| \| Shapavalau (Klavdiev, Glukhikh) (PP2) – 44:32 \| 2–2 \| \| \| \| 2–3 \| 41:33 – Levin (Mazour, Goldshtein) \| |                     |                                       |                | Játékvezetők: Jakub Šindel Bastian Steingroß Vonalbírók: Uroš Mladenović Frederic Monnaie |
| 6 perc | Büntetések          | 10 perc                               |                | Játékvezetők: Jakub Šindel Bastian Steingroß Vonalbírók: Uroš Mladenović Frederic Monnaie |
| 37 | Lövések             | 34                                    |                | Játékvezetők: Jakub Šindel Bastian Steingroß Vonalbírók: Uroš Mladenović Frederic Monnaie |
| Badegyev (R. Korchokha, E. Korchokha) – 08:30 | 1–0                 |                                       |                | Játékvezetők: Jakub Šindel Bastian Steingroß Vonalbírók: Uroš Mladenović Frederic Monnaie |
| | 1–1                 | 15:35 – Khvoles (Levin, Kaliaev) (PP) |                | Játékvezetők: Jakub Šindel Bastian Steingroß Vonalbírók: Uroš Mladenović Frederic Monnaie |
| | 1–2                 | 19:35 – Mazour (Lukin, Polozov)       |                | Játékvezetők: Jakub Šindel Bastian Steingroß Vonalbírók: Uroš Mladenović Frederic Monnaie |
| Shapavalau (Klavdiev, Glukhikh) (PP2) – 44:32 | 2–2                 |                                       |                |                                                                                           |
| | 2–3                 | 41:33 – Levin (Mazour, Goldshtein)    |                |                                                                                           |

| 2025. május 2. 19:30 | Szerbia | 2–0 (0–0, 1–0, 1–0) | Belgium | Pionir Jégcsarnok, Belgrád Nézőszám: 416 |

| Jegyzőkönyv                                                                          | Jegyzőkönyv    | Jegyzőkönyv | Jegyzőkönyv   | Jegyzőkönyv                                                             |
| ------------------------------------------------------------------------------------ | -------------- | ----------- | ------------- | ----------------------------------------------------------------------- |
|                                                                                      | Akim Padalitsa | Kapusok     | Jelle Lievens | Játékvezetők: Uldis Bušs Tomáš Hronský Vonalbírók: Johan Fauvel Fu Dahe |
| \| Popović (Đumić) – 21:06 \| 1–0 \| \| \| Delport (Kravljanac) – 58:26 \| 2–0 \| \| |                |             |               | Játékvezetők: Uldis Bušs Tomáš Hronský Vonalbírók: Johan Fauvel Fu Dahe |
| 10 perc                                                                              | Büntetések     | 10 perc     |               | Játékvezetők: Uldis Bušs Tomáš Hronský Vonalbírók: Johan Fauvel Fu Dahe |
| 37                                                                                   | Lövések        | 17          |               | Játékvezetők: Uldis Bušs Tomáš Hronský Vonalbírók: Johan Fauvel Fu Dahe |
| Popović (Đumić) – 21:06                                                              | 1–0            |             |               | Játékvezetők: Uldis Bušs Tomáš Hronský Vonalbírók: Johan Fauvel Fu Dahe |
| Delport (Kravljanac) – 58:26                                                         | 2–0            |             |               | Játékvezetők: Uldis Bušs Tomáš Hronský Vonalbírók: Johan Fauvel Fu Dahe |

| 2025. május 3. 12:30 | Ausztrália | 1–3 (1–1, 0–1, 0–1) | Egyesült Arab Emírségek | Pionir Jégcsarnok, Belgrád Nézőszám: 19 |

| Jegyzőkönyv | Jegyzőkönyv    | Jegyzőkönyv                           | Jegyzőkönyv         | Jegyzőkönyv                                                                             |
| --- | -------------- | ------------------------------------- | ------------------- | --------------------------------------------------------------------------------------- |
| | Alex Tetreault | Kapusok                               | Konstantin Belomoev | Játékvezetők: Federico Giacomozzi Tomáš Hronský Vonalbírók: Johan Fauvel Matija Nikolić |
| \| \| 0–1 \| 12:35 – Kuznetsov (Chuikov, McLlwain) \| \| Webster (Todd, Steven) (EA) - 19:01 \| 1–1 \| \| \| \| 1–2 \| 25:42 – Nikitin \| \| \| 1–3 \| 42:41 – Kuznetsov (Chuikov, Nikitin) \| |                |                                       |                     | Játékvezetők: Federico Giacomozzi Tomáš Hronský Vonalbírók: Johan Fauvel Matija Nikolić |
| 0 perc | Büntetések     | 10 perc                               |                     | Játékvezetők: Federico Giacomozzi Tomáš Hronský Vonalbírók: Johan Fauvel Matija Nikolić |
| 44 | Lövések        | 28                                    |                     | Játékvezetők: Federico Giacomozzi Tomáš Hronský Vonalbírók: Johan Fauvel Matija Nikolić |
| | 0–1            | 12:35 – Kuznetsov (Chuikov, McLlwain) |                     | Játékvezetők: Federico Giacomozzi Tomáš Hronský Vonalbírók: Johan Fauvel Matija Nikolić |
| Webster (Todd, Steven) (EA) - 19:01 | 1–1            |                                       |                     | Játékvezetők: Federico Giacomozzi Tomáš Hronský Vonalbírók: Johan Fauvel Matija Nikolić |
| | 1–2            | 25:42 – Nikitin                       |                     | Játékvezetők: Federico Giacomozzi Tomáš Hronský Vonalbírók: Johan Fauvel Matija Nikolić |
| | 1–3            | 42:41 – Kuznetsov (Chuikov, Nikitin)  |                     |                                                                                         |

| 2025. május 3. 16:00 | Belgium | 0–6 (0–2, 0–3, 0–1) | Hollandia | Pionir Jégcsarnok, Belgrád Nézőszám: 47 |

| Jegyzőkönyv | Jegyzőkönyv                     | Jegyzőkönyv                             | Jegyzőkönyv        | Jegyzőkönyv                                                                              |
| --- | ------------------------------- | --------------------------------------- | ------------------ | ---------------------------------------------------------------------------------------- |
| | Jelle Lievens Stijn Raeymaekers | Kapusok                                 | Martijn Oosterwijk | Játékvezetők: Uldis Bušs Bastian Steingroß Vonalbírók: Lukas Fleischmann Uroš Mladenović |
| \| \| 0–1 \| 09:02 – Van Nes (Joly, Stempher) \| \| \| 0–2 \| 10:55 – Hessels (Van Gorp, Bison) \| \| \| 0–3 \| 23:28 – Schoningh (Verkiel) \| \| \| 0–4 \| 32:40 – Van der Schuit (Bison, Hessels) \| \| \| 0–5 \| 38:33 – Van Nes (Joly, Verkiel) (PP) \| \| \| 0–6 \| 48:43 – Sars (Loginov) (SH) \| |                                 |                                         |                    | Játékvezetők: Uldis Bušs Bastian Steingroß Vonalbírók: Lukas Fleischmann Uroš Mladenović |
| 14 perc | Büntetések                      | 16 perc                                 |                    | Játékvezetők: Uldis Bušs Bastian Steingroß Vonalbírók: Lukas Fleischmann Uroš Mladenović |
| 21 | Lövések                         | 42                                      |                    | Játékvezetők: Uldis Bušs Bastian Steingroß Vonalbírók: Lukas Fleischmann Uroš Mladenović |
| | 0–1                             | 09:02 – Van Nes (Joly, Stempher)        |                    | Játékvezetők: Uldis Bušs Bastian Steingroß Vonalbírók: Lukas Fleischmann Uroš Mladenović |
| | 0–2                             | 10:55 – Hessels (Van Gorp, Bison)       |                    | Játékvezetők: Uldis Bušs Bastian Steingroß Vonalbírók: Lukas Fleischmann Uroš Mladenović |
| | 0–3                             | 23:28 – Schoningh (Verkiel)             |                    | Játékvezetők: Uldis Bušs Bastian Steingroß Vonalbírók: Lukas Fleischmann Uroš Mladenović |
| | 0–4                             | 32:40 – Van der Schuit (Bison, Hessels) |                    |                                                                                          |
| | 0–5                             | 38:33 – Van Nes (Joly, Verkiel) (PP)    |                    |                                                                                          |
| | 0–6                             | 48:43 – Sars (Loginov) (SH)             |                    |                                                                                          |

| 2025. május 3. 19:30 | Izrael | 1–2 (0–0, 1–1, 0–1) | Szerbia | Pionir Jégcsarnok, Belgrád Nézőszám: 388 |

| Jegyzőkönyv | Jegyzőkönyv    | Jegyzőkönyv                         | Jegyzőkönyv    | Jegyzőkönyv                                                                   |
| --- | -------------- | ----------------------------------- | -------------- | ----------------------------------------------------------------------------- |
| | Maksim Kaliaev | Kapusok                             | Akim Padalitsa | Játékvezetők: Alexey Roshchyn Jakub Šindel Vonalbírók: Fu Dahe Andreas Krøyer |
| \| Goldshtein (Zitserman, Kozhevnikov) (PP) – 25:25 \| 1–0 \| \| \| \| 1–1 \| 28:22 – Leštarić (Đumić, Tomašević) \| \| \| 1–2 \| 46:18 – Leštarić (Đumić, Tomašević) \| |                |                                     |                | Játékvezetők: Alexey Roshchyn Jakub Šindel Vonalbírók: Fu Dahe Andreas Krøyer |
| 10 perc | Büntetések     | 8 perc                              |                | Játékvezetők: Alexey Roshchyn Jakub Šindel Vonalbírók: Fu Dahe Andreas Krøyer |
| 26 | Lövések        | 43                                  |                | Játékvezetők: Alexey Roshchyn Jakub Šindel Vonalbírók: Fu Dahe Andreas Krøyer |
| Goldshtein (Zitserman, Kozhevnikov) (PP) – 25:25 | 1–0            |                                     |                | Játékvezetők: Alexey Roshchyn Jakub Šindel Vonalbírók: Fu Dahe Andreas Krøyer |
| | 1–1            | 28:22 – Leštarić (Đumić, Tomašević) |                | Játékvezetők: Alexey Roshchyn Jakub Šindel Vonalbírók: Fu Dahe Andreas Krøyer |
| | 1–2            | 46:18 – Leštarić (Đumić, Tomašević) |                | Játékvezetők: Alexey Roshchyn Jakub Šindel Vonalbírók: Fu Dahe Andreas Krøyer |

| 2025. május 5. 12:30 | Egyesült Arab Emírségek | 8–0 (4–0, 1–0, 3–0) | Belgium | Pionir Jégcsarnok, Belgrád Nézőszám: 23 |

| Jegyzőkönyv | Jegyzőkönyv          | Jegyzőkönyv | Jegyzőkönyv                     | Jegyzőkönyv                                                                 |
| --- | -------------------- | ----------- | ------------------------------- | --------------------------------------------------------------------------- |
| | Konstantion Belomoev | Kapusok     | Stijn Raeymaekers Jelle Lievens | Játékvezetők: Uldis Bušs Alexey Roshchyn Vonalbírók: Fu Dahe Matija Nikolić |
| \| McLlwain (Kuznetsov, Chuikov) – 08:10 \| 1–0 \| \| \| McLlwain (Chuikov, Kuznetsov) – 09:46 \| 2–0 \| \| \| R. Korchokha (Chuikov) – 10:36 \| 3–0 \| \| \| Klavdiev (Chuikov) – 14:18 \| 4–0 \| \| \| Chuikov – 23:33 \| 5–0 \| \| \| Chuikov (Nikitin, McLlwain) – 45:35 \| 6–0 \| \| \| Binsammoud (Glukhikh) – 48:20 \| 7–0 \| \| \| Klavdiev (Binsammoud, Badegyev) – 58:33 \| 8–0 \| \| |                      |             |                                 | Játékvezetők: Uldis Bušs Alexey Roshchyn Vonalbírók: Fu Dahe Matija Nikolić |
| 6 perc | Büntetések           | 10 perc     |                                 | Játékvezetők: Uldis Bušs Alexey Roshchyn Vonalbírók: Fu Dahe Matija Nikolić |
| 35 | Lövések              | 43          |                                 | Játékvezetők: Uldis Bušs Alexey Roshchyn Vonalbírók: Fu Dahe Matija Nikolić |
| McLlwain (Kuznetsov, Chuikov) – 08:10 | 1–0                  |             |                                 | Játékvezetők: Uldis Bušs Alexey Roshchyn Vonalbírók: Fu Dahe Matija Nikolić |
| McLlwain (Chuikov, Kuznetsov) – 09:46 | 2–0                  |             |                                 | Játékvezetők: Uldis Bušs Alexey Roshchyn Vonalbírók: Fu Dahe Matija Nikolić |
| R. Korchokha (Chuikov) – 10:36 | 3–0                  |             |                                 | Játékvezetők: Uldis Bušs Alexey Roshchyn Vonalbírók: Fu Dahe Matija Nikolić |
| Klavdiev (Chuikov) – 14:18 | 4–0                  |             |                                 |                                                                             |
| Chuikov – 23:33 | 5–0                  |             |                                 |                                                                             |
| Chuikov (Nikitin, McLlwain) – 45:35 | 6–0                  |             |                                 |                                                                             |
| Binsammoud (Glukhikh) – 48:20 | 7–0                  |             |                                 |                                                                             |
| Klavdiev (Binsammoud, Badegyev) – 58:33 | 8–0                  |             |                                 |                                                                             |

| 2025. május 5. 16:00 | Izrael | 3–4 (0–2, 0–1, 3–1) | Ausztrália | Pionir Jégcsarnok, Belgrád Nézőszám: 61 |

| Jegyzőkönyv | Jegyzőkönyv                        | Jegyzőkönyv                          | Jegyzőkönyv     | Jegyzőkönyv                                                                           |
| --- | ---------------------------------- | ------------------------------------ | --------------- | ------------------------------------------------------------------------------------- |
| | Maksim Kaliaev Yehonatan Reisinger | Kapusok                              | Aleksi Toivonen | Játékvezetők: Tomáš Hronský Bastian Steingroß Vonalbírók: Johan Fauvel Andreas Krøyer |
| \| \| 0–1 \| 14:54 – Lyashenko (Webster) \| \| \| 0–2 \| 19:11 – Webster (C. Kubara) (PP) \| \| \| 0–3 \| 23:57 – Webster (Taylor, Boyle) (PP) \| \| \| 0–4 \| 40:18 – Chen (Funes, Todd) \| \| Segal – 41:43 \| 1–4 \| \| \| Mazour (Kozhevnikov, Levin) (PP) – 45:39 \| 2–4 \| \| \| Polozov (Kozhevinkov, Levin) – 54:49 \| 3–4 \| \| |                                    |                                      |                 | Játékvezetők: Tomáš Hronský Bastian Steingroß Vonalbírók: Johan Fauvel Andreas Krøyer |
| 14 perc | Büntetések                         | 10 perc                              |                 | Játékvezetők: Tomáš Hronský Bastian Steingroß Vonalbírók: Johan Fauvel Andreas Krøyer |
| 38 | Lövések                            | 25                                   |                 | Játékvezetők: Tomáš Hronský Bastian Steingroß Vonalbírók: Johan Fauvel Andreas Krøyer |
| | 0–1                                | 14:54 – Lyashenko (Webster)          |                 | Játékvezetők: Tomáš Hronský Bastian Steingroß Vonalbírók: Johan Fauvel Andreas Krøyer |
| | 0–2                                | 19:11 – Webster (C. Kubara) (PP)     |                 | Játékvezetők: Tomáš Hronský Bastian Steingroß Vonalbírók: Johan Fauvel Andreas Krøyer |
| | 0–3                                | 23:57 – Webster (Taylor, Boyle) (PP) |                 | Játékvezetők: Tomáš Hronský Bastian Steingroß Vonalbírók: Johan Fauvel Andreas Krøyer |
| | 0–4                                | 40:18 – Chen (Funes, Todd)           |                 |                                                                                       |
| Segal – 41:43 | 1–4                                |                                      |                 |                                                                                       |
| Mazour (Kozhevnikov, Levin) (PP) – 45:39 | 2–4                                |                                      |                 |                                                                                       |
| Polozov (Kozhevinkov, Levin) – 54:49 | 3–4                                |                                      |                 |                                                                                       |

| 2025. május 5. 19:30 | Hollandia | 3–1 (1–1, 0–0, 2–0) | Szerbia | Pionir Jégcsarnok, Belgrád Nézőszám: 877 |

| Jegyzőkönyv | Jegyzőkönyv    | Jegyzőkönyv              | Jegyzőkönyv    | Jegyzőkönyv                                                                                   |
| --- | -------------- | ------------------------ | -------------- | --------------------------------------------------------------------------------------------- |
| | Cedrick Andree | Kapusok                  | Akim Padalitsa | Játékvezetők: Federico Giacomozzi Jakub Šindel Vonalbírók: Lukas Fleischmann Frederic Monnaie |
| \| Joly (Van Nes, Stempher) – 02:40 \| 1–0 \| \| \| \| 1–1 \| 09:21 – Đumić (Dragović) \| \| Joly (Verkiel, Van Nes) – 45:15 \| 2–1 \| \| \| Hessels (Joly) – 59:21 \| 3–1 \| \| |                |                          |                | Játékvezetők: Federico Giacomozzi Jakub Šindel Vonalbírók: Lukas Fleischmann Frederic Monnaie |
| 6 perc | Büntetések     | 4 perc                   |                | Játékvezetők: Federico Giacomozzi Jakub Šindel Vonalbírók: Lukas Fleischmann Frederic Monnaie |
| 31 | Lövések        | 32                       |                | Játékvezetők: Federico Giacomozzi Jakub Šindel Vonalbírók: Lukas Fleischmann Frederic Monnaie |
| Joly (Van Nes, Stempher) – 02:40 | 1–0            |                          |                | Játékvezetők: Federico Giacomozzi Jakub Šindel Vonalbírók: Lukas Fleischmann Frederic Monnaie |
| | 1–1            | 09:21 – Đumić (Dragović) |                | Játékvezetők: Federico Giacomozzi Jakub Šindel Vonalbírók: Lukas Fleischmann Frederic Monnaie |
| Joly (Verkiel, Van Nes) – 45:15 | 2–1            |                          |                | Játékvezetők: Federico Giacomozzi Jakub Šindel Vonalbírók: Lukas Fleischmann Frederic Monnaie |
| Hessels (Joly) – 59:21 | 3–1            |                          |                |                                                                                               |

## B csoport

### Résztvevők
| Csapat    | Kvalifikáció                                       |
| --------- | -------------------------------------------------- |
| Izland    | A 2024-es divízió II/A 6. helyezettje, kiesett.    |
| Új-Zéland | Rendező, a 2024-es divízió II/B 2. helyezettje.    |
| Grúzia    | A 2024-es divízió II/B 3. helyezettje.             |
| Bulgária  | A 2024-es divízió II/B 4. helyezettje.             |
| Tajvan    | A 2024-es divízió II/B 5. helyezettje.             |
| Thaiföld  | A 2024-es divízió III/A 1. helyezettje, feljutott. |

### Tabella
| Hely. | Csapat        | M | Gy | HGy | HV | V | G+ | G– | Gk  | P  | Feljutás vagy kiesés        |
| ----- | ------------- | - | -- | --- | -- | - | -- | -- | --- | -- | --------------------------- |
| 1.    | Grúzia        | 5 | 4  | 1   | 0  | 0 | 35 | 9  | +26 | 14 | Feljutott a divízió II/A-ba |
| 2.    | Izland        | 5 | 4  | 0   | 0  | 1 | 21 | 13 | +8  | 12 |                             |
| 3.    | Új-Zéland (R) | 5 | 3  | 0   | 0  | 2 | 14 | 14 | 0   | 9  |                             |
| 4.    | Bulgária      | 5 | 1  | 1   | 1  | 2 | 23 | 26 | −3  | 6  |                             |
| 5.    | Tajvan        | 5 | 1  | 0   | 1  | 3 | 14 | 16 | −2  | 4  |                             |
| 6.    | Thaiföld      | 5 | 0  | 0   | 0  | 5 | 11 | 40 | −29 | 0  | Kiesett a divízió III/A-ba  |

### Eredmények
A mérkőzések kezdési időpontjai helyi idő szerint (UTC+12) értendők.
| 2025. április 27. 13:00 | Thaiföld | 3–5 (2–1, 0–3, 1–1) | Bulgária | Dunedin Jégcsarnok, Dunedin Nézőszám: 170 |

| Jegyzőkönyv | Jegyzőkönyv          | Jegyzőkönyv                       | Jegyzőkönyv      | Jegyzőkönyv                                                             |
| --- | -------------------- | --------------------------------- | ---------------- | ----------------------------------------------------------------------- |
| | Benjamin Kleineschay | Kapusok                           | Dimitar Dimitrov | Játékvezető: Rasmus Ankersen Vonalbírók: Richard Button Tyler Haslemore |
| \| \| 0–1 \| 12:53 – Dilkov (K. Dikov) (PP) \| \| Kindborn (Isaksson, Lampson) – 17:21 \| 1–1 \| \| \| Limpanyakul (Forstner) – 18:26 \| 2–1 \| \| \| \| 2–2 \| 37:37 – Stanimirov (Atanasov) \| \| \| 2–3 \| 38:10 – Zaleev (Vasilev, Dilkov) \| \| \| 2–4 \| 38:30 – Tchalyiov \| \| Lampson (Isaksson, Yannakornthanapunt) – 56:53 \| 3–4 \| \| \| \| 3–5 \| 58:48 – Georgiev (Dilkov, Zaleev) \| |                      |                                   |                  | Játékvezető: Rasmus Ankersen Vonalbírók: Richard Button Tyler Haslemore |
| 41 perc | Büntetések           | 6 perc                            |                  | Játékvezető: Rasmus Ankersen Vonalbírók: Richard Button Tyler Haslemore |
| 43 | Lövések              | 40                                |                  | Játékvezető: Rasmus Ankersen Vonalbírók: Richard Button Tyler Haslemore |
| | 0–1                  | 12:53 – Dilkov (K. Dikov) (PP)    |                  | Játékvezető: Rasmus Ankersen Vonalbírók: Richard Button Tyler Haslemore |
| Kindborn (Isaksson, Lampson) – 17:21 | 1–1                  |                                   |                  | Játékvezető: Rasmus Ankersen Vonalbírók: Richard Button Tyler Haslemore |
| Limpanyakul (Forstner) – 18:26 | 2–1                  |                                   |                  | Játékvezető: Rasmus Ankersen Vonalbírók: Richard Button Tyler Haslemore |
| | 2–2                  | 37:37 – Stanimirov (Atanasov)     |                  |                                                                         |
| | 2–3                  | 38:10 – Zaleev (Vasilev, Dilkov)  |                  |                                                                         |
| | 2–4                  | 38:30 – Tchalyiov                 |                  |                                                                         |
| Lampson (Isaksson, Yannakornthanapunt) – 56:53 | 3–4                  |                                   |                  |                                                                         |
| | 3–5                  | 58:48 – Georgiev (Dilkov, Zaleev) |                  |                                                                         |

| 2025. április 27. 16:30 | Grúzia | 4–0 (1–0, 3–0, 0–0) | Izland | Dunedin Jégcsarnok, Dunedin Nézőszám: 350 |

| Jegyzőkönyv | Jegyzőkönyv    | Jegyzőkönyv | Jegyzőkönyv    | Jegyzőkönyv                                                                 |
| --- | -------------- | ----------- | -------------- | --------------------------------------------------------------------------- |
| | Ivan Starostin | Kapusok     | Helgi Ívarsson | Játékvezető: Christian Persson Vonalbírók: Lowewijk Beelen Miroslav Lhotský |
| \| Bukiya (Besharov) – 04:37 \| 1–0 \| \| \| Bukiya (Ermoshenko, Besharov) – 27:58 \| 2–0 \| \| \| Besharov (Ermoshenko) (PP) – 30:16 \| 3–0 \| \| \| Bukiya (Gavrilenko, Davydov) (PP) – 32:44 \| 4–0 \| \| |                |             |                | Játékvezető: Christian Persson Vonalbírók: Lowewijk Beelen Miroslav Lhotský |
| 10 perc | Büntetések     | 16 perc     |                | Játékvezető: Christian Persson Vonalbírók: Lowewijk Beelen Miroslav Lhotský |
| 35 | Lövések        | 11          |                | Játékvezető: Christian Persson Vonalbírók: Lowewijk Beelen Miroslav Lhotský |
| Bukiya (Besharov) – 04:37 | 1–0            |             |                | Játékvezető: Christian Persson Vonalbírók: Lowewijk Beelen Miroslav Lhotský |
| Bukiya (Ermoshenko, Besharov) – 27:58 | 2–0            |             |                | Játékvezető: Christian Persson Vonalbírók: Lowewijk Beelen Miroslav Lhotský |
| Besharov (Ermoshenko) (PP) – 30:16 | 3–0            |             |                | Játékvezető: Christian Persson Vonalbírók: Lowewijk Beelen Miroslav Lhotský |
| Bukiya (Gavrilenko, Davydov) (PP) – 32:44 | 4–0            |             |                |                                                                             |

| 2025. április 27. 20:00 | Új-Zéland | 3–1 (1–0, 1–1, 1–0) | Tajvan | Dunedin Jégcsarnok, Dunedin Nézőszám: 700 |

| Jegyzőkönyv | Jegyzőkönyv   | Jegyzőkönyv       | Jegyzőkönyv | Jegyzőkönyv                                                           |
| --- | ------------- | ----------------- | ----------- | --------------------------------------------------------------------- |
| | Aston Brookes | Kapusok           | Hsiao Po-yu | Játékvezető: Niki De Herdt Vonalbírók: Thibo Christiaens Hamish Young |
| \| Dalmatau (Simon, Audas) – 18:14 \| 1–0 \| \| \| Carey – 24:44 \| 2–0 \| \| \| \| 2–1 \| 25:35 – Wu (Shen) \| \| McIntosh (SH, EN) – 59:25 \| 3–1 \| \| |               |                   |             | Játékvezető: Niki De Herdt Vonalbírók: Thibo Christiaens Hamish Young |
| 8 perc | Büntetések    | 18 perc           |             | Játékvezető: Niki De Herdt Vonalbírók: Thibo Christiaens Hamish Young |
| 43 | Lövések       | 36                |             | Játékvezető: Niki De Herdt Vonalbírók: Thibo Christiaens Hamish Young |
| Dalmatau (Simon, Audas) – 18:14 | 1–0           |                   |             | Játékvezető: Niki De Herdt Vonalbírók: Thibo Christiaens Hamish Young |
| Carey – 24:44 | 2–0           |                   |             | Játékvezető: Niki De Herdt Vonalbírók: Thibo Christiaens Hamish Young |
| | 2–1           | 25:35 – Wu (Shen) |             | Játékvezető: Niki De Herdt Vonalbírók: Thibo Christiaens Hamish Young |
| McIntosh (SH, EN) – 59:25 | 3–1           |                   |             |                                                                       |

| 2025. április 28. 13:00 | Izland | 8–4 (5–1, 1–3, 2–0) | Bulgária | Dunedin Jégcsarnok, Dunedin Nézőszám: 50 |

| Jegyzőkönyv | Jegyzőkönyv          | Jegyzőkönyv                             | Jegyzőkönyv         | Jegyzőkönyv                                                              |
| --- | -------------------- | --------------------------------------- | ------------------- | ------------------------------------------------------------------------ |
| | Róbert Steingrimsson | Kapusok                                 | Andrea Karabadjakov | Játékvezető: Jeroen Klijberg Vonalbírók: Lowewijk Beelen Tyler Haslemore |
| \| Leifsson (Pálsson, Rúnarsson) (PP) – 08:18 \| 1–0 \| \| \| Rúnarsson (Hlynsson, H. Jóhannsson) (PP) – 18:05 \| 2–0 \| \| \| Sigrúnarson (Mikaelsson, H. Jóhannsson) – 18:25 \| 3–0 \| \| \| Blöndal (Karvelsson, Stefánsson) – 18:43 \| 4–0 \| \| \| \| 4–1 \| 19:16 – Hodulov (V. Dikov, Nakov) \| \| K. Jóhannsson (Hlynsson]) – 19:44 \| 5–1 \| \| \| Sigrúnarson (Rúnarsson, Leifsson) (PP) – 25:55 \| 6–1 \| \| \| \| 6–2 \| 32:18 – Zaleev (Hodulov, Dilkov) (PP) \| \| \| 6–3 \| 33:36 – Hodulov (Dilkov, K. Dikov) (PP) \| \| \| 6–4 \| 35:59 – Hodulov (Vasilev) (PP) \| \| Mojzyszek (Hlynsson, Pálsson) – 55:07 \| 7–4 \| \| \| Rúnarsson (Leifsson, K. Jóhannsson) (EN) – 59:29 \| 8–4 \| \| |                      |                                         |                     | Játékvezető: Jeroen Klijberg Vonalbírók: Lowewijk Beelen Tyler Haslemore |
| 39 perc | Büntetések           | 18 perc                                 |                     | Játékvezető: Jeroen Klijberg Vonalbírók: Lowewijk Beelen Tyler Haslemore |
| 45 | Lövések              | 25                                      |                     | Játékvezető: Jeroen Klijberg Vonalbírók: Lowewijk Beelen Tyler Haslemore |
| Leifsson (Pálsson, Rúnarsson) (PP) – 08:18 | 1–0                  |                                         |                     | Játékvezető: Jeroen Klijberg Vonalbírók: Lowewijk Beelen Tyler Haslemore |
| Rúnarsson (Hlynsson, H. Jóhannsson) (PP) – 18:05 | 2–0                  |                                         |                     | Játékvezető: Jeroen Klijberg Vonalbírók: Lowewijk Beelen Tyler Haslemore |
| Sigrúnarson (Mikaelsson, H. Jóhannsson) – 18:25 | 3–0                  |                                         |                     | Játékvezető: Jeroen Klijberg Vonalbírók: Lowewijk Beelen Tyler Haslemore |
| Blöndal (Karvelsson, Stefánsson) – 18:43 | 4–0                  |                                         |                     |                                                                          |
| | 4–1                  | 19:16 – Hodulov (V. Dikov, Nakov)       |                     |                                                                          |
| K. Jóhannsson (Hlynsson]) – 19:44 | 5–1                  |                                         |                     |                                                                          |
| Sigrúnarson (Rúnarsson, Leifsson) (PP) – 25:55 | 6–1                  |                                         |                     |                                                                          |
| | 6–2                  | 32:18 – Zaleev (Hodulov, Dilkov) (PP)   |                     |                                                                          |
| | 6–3                  | 33:36 – Hodulov (Dilkov, K. Dikov) (PP) |                     |                                                                          |
| | 6–4                  | 35:59 – Hodulov (Vasilev) (PP)          |                     |                                                                          |
| Mojzyszek (Hlynsson, Pálsson) – 55:07 | 7–4                  |                                         |                     |                                                                          |
| Rúnarsson (Leifsson, K. Jóhannsson) (EN) – 59:29 | 8–4                  |                                         |                     |                                                                          |

| 2025. április 28. 16:30 | Tajvan | 7–3 (1–1, 4–2, 2–0) | Thaiföld | Dunedin Jégcsarnok, Dunedin Nézőszám: 100 |

| Jegyzőkönyv | Jegyzőkönyv | Jegyzőkönyv                      | Jegyzőkönyv          | Jegyzőkönyv                                                            |
| --- | ----------- | -------------------------------- | -------------------- | ---------------------------------------------------------------------- |
| | Hsiao Po-yu | Kapusok                          | Benjamin Kleineschay | Játékvezető: Christian Persson Vonalbírók: Ahmed Al-Farsi Hamish Young |
| \| Lin Yi. (Chi) (PP) – 05:24 \| 1–0 \| \| \| \| 1–1 \| 16:12 – Kindborn (Isaksson) (PP) \| \| Wang P. (Peng) – 23:31 \| 2–1 \| \| \| Lin Yo. (Wen) – 29:27 \| 3–1 \| \| \| \| 3–2 \| 33:51 – Kindborn (PP2) \| \| Lin Yo. (Lin C.) (PP2) – 34:04 \| 4–2 \| \| \| \| 4–3 \| 34:33 – Isaksson (Kindborn) (PP) \| \| Lin Yi. – 36:49 \| 5–3 \| \| \| Shen (Lin Yo.) (PP2) – 51:46 \| 6–3 \| \| \| Lin Yi. – 59:45 \| 7–3 \| \| |             |                                  |                      | Játékvezető: Christian Persson Vonalbírók: Ahmed Al-Farsi Hamish Young |
| 39 perc | Büntetések  | 18 perc                          |                      | Játékvezető: Christian Persson Vonalbírók: Ahmed Al-Farsi Hamish Young |
| 59 | Lövések     | 21                               |                      | Játékvezető: Christian Persson Vonalbírók: Ahmed Al-Farsi Hamish Young |
| Lin Yi. (Chi) (PP) – 05:24 | 1–0         |                                  |                      | Játékvezető: Christian Persson Vonalbírók: Ahmed Al-Farsi Hamish Young |
| | 1–1         | 16:12 – Kindborn (Isaksson) (PP) |                      | Játékvezető: Christian Persson Vonalbírók: Ahmed Al-Farsi Hamish Young |
| Wang P. (Peng) – 23:31 | 2–1         |                                  |                      | Játékvezető: Christian Persson Vonalbírók: Ahmed Al-Farsi Hamish Young |
| Lin Yo. (Wen) – 29:27 | 3–1         |                                  |                      |                                                                        |
| | 3–2         | 33:51 – Kindborn (PP2)           |                      |                                                                        |
| Lin Yo. (Lin C.) (PP2) – 34:04 | 4–2         |                                  |                      |                                                                        |
| | 4–3         | 34:33 – Isaksson (Kindborn) (PP) |                      |                                                                        |
| Lin Yi. – 36:49 | 5–3         |                                  |                      |                                                                        |
| Shen (Lin Yo.) (PP2) – 51:46 | 6–3         |                                  |                      |                                                                        |
| Lin Yi. – 59:45 | 7–3         |                                  |                      |                                                                        |

| 2025. április 28. 20:00 | Új-Zéland | 0–5 (0–2, 0–2, 0–1) | Grúzia | Dunedin Jégcsarnok, Dunedin Nézőszám: 650 |

| Jegyzőkönyv | Jegyzőkönyv   | Jegyzőkönyv                                   | Jegyzőkönyv    | Jegyzőkönyv                                                                 |
| --- | ------------- | --------------------------------------------- | -------------- | --------------------------------------------------------------------------- |
| | Aston Brookes | Kapusok                                       | Ivan Starostin | Játékvezető: Rasmus Ankersen Vonalbírók: Thibo Christiaens Miroslav Lhotský |
| \| \| 0–1 \| 15:06 – Besharov (Davydov, Gavrilenko) \| \| \| 0–2 \| 18:49 – Nikishanin (Kurbatov, Metliuk) \| \| \| 0–3 \| 28:36 – Metliuk (Nikishanin, Kurbatov) \| \| \| 0–4 \| 29:27 – Besharov (Bukiya, Davydov) \| \| \| 0–5 \| 57:55 – Davydov (Gavrilenko, Nikishanin) (PP) \| |               |                                               |                | Játékvezető: Rasmus Ankersen Vonalbírók: Thibo Christiaens Miroslav Lhotský |
| 10 perc | Büntetések    | 10 perc                                       |                | Játékvezető: Rasmus Ankersen Vonalbírók: Thibo Christiaens Miroslav Lhotský |
| 29 | Lövések       | 42                                            |                | Játékvezető: Rasmus Ankersen Vonalbírók: Thibo Christiaens Miroslav Lhotský |
| | 0–1           | 15:06 – Besharov (Davydov, Gavrilenko)        |                | Játékvezető: Rasmus Ankersen Vonalbírók: Thibo Christiaens Miroslav Lhotský |
| | 0–2           | 18:49 – Nikishanin (Kurbatov, Metliuk)        |                | Játékvezető: Rasmus Ankersen Vonalbírók: Thibo Christiaens Miroslav Lhotský |
| | 0–3           | 28:36 – Metliuk (Nikishanin, Kurbatov)        |                | Játékvezető: Rasmus Ankersen Vonalbírók: Thibo Christiaens Miroslav Lhotský |
| | 0–4           | 29:27 – Besharov (Bukiya, Davydov)            |                |                                                                             |
| | 0–5           | 57:55 – Davydov (Gavrilenko, Nikishanin) (PP) |                |                                                                             |

| 2025. április 30. 13:00 | Izland | 2–1 (1–1, 0–0, 1–0) | Tajvan | Dunedin Jégcsarnok, Dunedin Nézőszám: 40 |

| Jegyzőkönyv | Jegyzőkönyv    | Jegyzőkönyv                      | Jegyzőkönyv | Jegyzőkönyv                                                           |
| --- | -------------- | -------------------------------- | ----------- | --------------------------------------------------------------------- |
| | Helgi Ívarsson | Kapusok                          | Hsiao Po-yu | Játékvezető: Niki De Herdt Vonalbírók: Thibo Christiaens Hamish Young |
| \| Kristjánsson (Sverrisson, Arason) (PP) – 05:57 \| 1–0 \| \| \| \| 1–1 \| 19:00 – Peng (Pan, Lin Yo.) (PP) \| \| Hlynsson (Leifsson) – 43:30 \| 2–1 \| \| |                |                                  |             | Játékvezető: Niki De Herdt Vonalbírók: Thibo Christiaens Hamish Young |
| 8 perc | Büntetések     | 14 perc                          |             | Játékvezető: Niki De Herdt Vonalbírók: Thibo Christiaens Hamish Young |
| 47 | Lövések        | 23                               |             | Játékvezető: Niki De Herdt Vonalbírók: Thibo Christiaens Hamish Young |
| Kristjánsson (Sverrisson, Arason) (PP) – 05:57 | 1–0            |                                  |             | Játékvezető: Niki De Herdt Vonalbírók: Thibo Christiaens Hamish Young |
| | 1–1            | 19:00 – Peng (Pan, Lin Yo.) (PP) |             | Játékvezető: Niki De Herdt Vonalbírók: Thibo Christiaens Hamish Young |
| Hlynsson (Leifsson) – 43:30 | 2–1            |                                  |             | Játékvezető: Niki De Herdt Vonalbírók: Thibo Christiaens Hamish Young |

| 2025. április 30. 16:30 | Grúzia | 8–7 (h.u.) (0–2, 5–1, 2–4) (h.u.: 1–0) | Bulgária | Dunedin Jégcsarnok, Dunedin Nézőszám: 70 |

| Jegyzőkönyv | Jegyzőkönyv                    | Jegyzőkönyv                             | Jegyzőkönyv                          | Jegyzőkönyv                                                             |
| --- | ------------------------------ | --------------------------------------- | ------------------------------------ | ----------------------------------------------------------------------- |
| | Mikhail Fofanov Ivan Starostin | Kapusok                                 | Dimitar Dimitrov Andrea Karabadjakov | Játékvezető: Jeroen Klijberg Vonalbírók: Richard Button Tyler Haslemore |
| \| \| 0–1 \| 05:52 – Hodulov (Nakov, V. Dikov) \| \| \| 0–2 \| 09:13 – Georgiev (Dilkov) \| \| \| 0–3 \| 21:10 – Zaleev \| \| Karelin (Metliuk, Nikishanin) – 23:46 \| 1–3 \| \| \| Bukiya (Davydov, Besharov) – 24:06 \| 2–3 \| \| \| Gavrilenko (Nikishanin, Metliuk) – 25:03 \| 3–3 \| \| \| Nikishanin (Metliuk) (SH) – 29:06 \| 4–3 \| \| \| Bukiya (Gavrilenko, Besharov) – 33:15 \| 5–3 \| \| \| \| 5–4 \| 40:56 – Vasilev (Dilkov, Zaleev) \| \| \| 5–5 \| 46:01 – Hodulov (SH) \| \| Nikishanin (Karelin, Metliuk) (PP2) – 46:53 \| 6–5 \| \| \| Nikishanin (Kurbatov, Obolgogiani) – 48:55 \| 7–5 \| \| \| \| 7–6 \| 52:23 – Zaleev (Dilkov) \| \| \| 7–7 \| 56:49 – Vasilev (Dilkov, Georgiev) (PP) \| \| Kochkin – 63:52 \| 8–7 \| \| |                                |                                         |                                      | Játékvezető: Jeroen Klijberg Vonalbírók: Richard Button Tyler Haslemore |
| 14 perc | Büntetések                     | 12 perc                                 |                                      | Játékvezető: Jeroen Klijberg Vonalbírók: Richard Button Tyler Haslemore |
| 55 | Lövések                        | 28                                      |                                      | Játékvezető: Jeroen Klijberg Vonalbírók: Richard Button Tyler Haslemore |
| | 0–1                            | 05:52 – Hodulov (Nakov, V. Dikov)       |                                      | Játékvezető: Jeroen Klijberg Vonalbírók: Richard Button Tyler Haslemore |
| | 0–2                            | 09:13 – Georgiev (Dilkov)               |                                      | Játékvezető: Jeroen Klijberg Vonalbírók: Richard Button Tyler Haslemore |
| | 0–3                            | 21:10 – Zaleev                          |                                      | Játékvezető: Jeroen Klijberg Vonalbírók: Richard Button Tyler Haslemore |
| Karelin (Metliuk, Nikishanin) – 23:46 | 1–3                            |                                         |                                      |                                                                         |
| Bukiya (Davydov, Besharov) – 24:06 | 2–3                            |                                         |                                      |                                                                         |
| Gavrilenko (Nikishanin, Metliuk) – 25:03 | 3–3                            |                                         |                                      |                                                                         |
| Nikishanin (Metliuk) (SH) – 29:06 | 4–3                            |                                         |                                      |                                                                         |
| Bukiya (Gavrilenko, Besharov) – 33:15 | 5–3                            |                                         |                                      |                                                                         |
| | 5–4                            | 40:56 – Vasilev (Dilkov, Zaleev)        |                                      |                                                                         |
| | 5–5                            | 46:01 – Hodulov (SH)                    |                                      |                                                                         |
| Nikishanin (Karelin, Metliuk) (PP2) – 46:53 | 6–5                            |                                         |                                      |                                                                         |
| Nikishanin (Kurbatov, Obolgogiani) – 48:55 | 7–5                            |                                         |                                      |                                                                         |
| | 7–6                            | 52:23 – Zaleev (Dilkov)                 |                                      |                                                                         |
| | 7–7                            | 56:49 – Vasilev (Dilkov, Georgiev) (PP) |                                      |                                                                         |
| Kochkin – 63:52 | 8–7                            |                                         |                                      |                                                                         |

| 2025. április 30. 20:00 | Új-Zéland | 7–1 (1–0, 1–1, 5–0) | Thaiföld | Dunedin Jégcsarnok, Dunedin Nézőszám: 800 |

| Jegyzőkönyv | Jegyzőkönyv        | Jegyzőkönyv                               | Jegyzőkönyv                                      | Jegyzőkönyv                                                             |
| --- | ------------------ | ----------------------------------------- | ------------------------------------------------ | ----------------------------------------------------------------------- |
| | Csaba Kercso-Magos | Kapusok                                   | Benjamin Kleineschay Pattarapol Ungkulpattanasuk | Játékvezető: Rasmus Ankersen Vonalbírók: Ahmed Al-Farsi Lowewijk Beelen |
| \| McIntosh (Audas, Eaden) – 15:43 \| 1–0 \| \| \| \| 1–1 \| 34:56 – Isaksson (Lampson, Kindborn) (PP) \| \| Frear (Daigle) – 36:40 \| 2–1 \| \| \| Carey (Eaden) – 40:57 \| 3–1 \| \| \| Audas (McIntosh, McIntosh) (PP2) – 48:49 \| 4–1 \| \| \| Amston (Challis, Frear (PP) – 49:30 \| 5–1 \| \| \| Orr (Audas, Hayward) – 49:44 \| 6–1 \| \| \| Eaden (McIntosh) – 50:45 \| 7–1 \| \| |                    |                                           |                                                  | Játékvezető: Rasmus Ankersen Vonalbírók: Ahmed Al-Farsi Lowewijk Beelen |
| 8 perc | Büntetések         | 8 perc                                    |                                                  | Játékvezető: Rasmus Ankersen Vonalbírók: Ahmed Al-Farsi Lowewijk Beelen |
| 56 | Lövések            | 25                                        |                                                  | Játékvezető: Rasmus Ankersen Vonalbírók: Ahmed Al-Farsi Lowewijk Beelen |
| McIntosh (Audas, Eaden) – 15:43 | 1–0                |                                           |                                                  | Játékvezető: Rasmus Ankersen Vonalbírók: Ahmed Al-Farsi Lowewijk Beelen |
| | 1–1                | 34:56 – Isaksson (Lampson, Kindborn) (PP) |                                                  | Játékvezető: Rasmus Ankersen Vonalbírók: Ahmed Al-Farsi Lowewijk Beelen |
| Frear (Daigle) – 36:40 | 2–1                |                                           |                                                  | Játékvezető: Rasmus Ankersen Vonalbírók: Ahmed Al-Farsi Lowewijk Beelen |
| Carey (Eaden) – 40:57 | 3–1                |                                           |                                                  |                                                                         |
| Audas (McIntosh, McIntosh) (PP2) – 48:49 | 4–1                |                                           |                                                  |                                                                         |
| Amston (Challis, Frear (PP) – 49:30 | 5–1                |                                           |                                                  |                                                                         |
| Orr (Audas, Hayward) – 49:44 | 6–1                |                                           |                                                  |                                                                         |
| Eaden (McIntosh) – 50:45 | 7–1                |                                           |                                                  |                                                                         |

| 2025. május 2. 13:00 | Tajvan | 1–3 (1–2, 0–0, 0–1) | Grúzia | Dunedin Jégcsarnok, Dunedin Nézőszám: 45 |

| Jegyzőkönyv | Jegyzőkönyv | Jegyzőkönyv                                   | Jegyzőkönyv    | Jegyzőkönyv                                                             |
| --- | ----------- | --------------------------------------------- | -------------- | ----------------------------------------------------------------------- |
| | Hsiao Po-yu | Kapusok                                       | Ivan Starostin | Játékvezető: Jeroen Klijberg Vonalbírók: Ahmed Al-Farsi Tyler Haslemore |
| \| \| 0–1 \| 07:02 – Gavrilenko (Davydov, Nikishanin) (PP) \| \| \| 0–2 \| 13:00 – Romanov (Metliuk, Nikishanin) (PP) \| \| Yang (Wen) – 17:25 \| 1–2 \| \| \| \| 1–3 \| 46:38 – Nikishanin (Karelin, Kurbatov) (PP) \| |             |                                               |                | Játékvezető: Jeroen Klijberg Vonalbírók: Ahmed Al-Farsi Tyler Haslemore |
| 12 perc | Büntetések  | 8 perc                                        |                | Játékvezető: Jeroen Klijberg Vonalbírók: Ahmed Al-Farsi Tyler Haslemore |
| 22 | Lövések     | 44                                            |                | Játékvezető: Jeroen Klijberg Vonalbírók: Ahmed Al-Farsi Tyler Haslemore |
| | 0–1         | 07:02 – Gavrilenko (Davydov, Nikishanin) (PP) |                | Játékvezető: Jeroen Klijberg Vonalbírók: Ahmed Al-Farsi Tyler Haslemore |
| | 0–2         | 13:00 – Romanov (Metliuk, Nikishanin) (PP)    |                | Játékvezető: Jeroen Klijberg Vonalbírók: Ahmed Al-Farsi Tyler Haslemore |
| Yang (Wen) – 17:25 | 1–2         |                                               |                | Játékvezető: Jeroen Klijberg Vonalbírók: Ahmed Al-Farsi Tyler Haslemore |
| | 1–3         | 46:38 – Nikishanin (Karelin, Kurbatov) (PP)   |                |                                                                         |

| 2025. május 2. 16:30 | Thaiföld | 3–6 (0–0, 2–3, 1–3) | Izland | Dunedin Jégcsarnok, Dunedin Nézőszám: 120 |

| Jegyzőkönyv | Jegyzőkönyv          | Jegyzőkönyv                            | Jegyzőkönyv    | Jegyzőkönyv                                                                 |
| --- | -------------------- | -------------------------------------- | -------------- | --------------------------------------------------------------------------- |
| | Benjamin Kleineschay | Kapusok                                | Helgi Ívarsson | Játékvezető: Christian Persson Vonalbírók: Richard Button Thibo Christiaens |
| \| Lampson (Yannakornthanapunt, Isaksson) (PP) – 20:52 \| 1–0 \| \| \| \| 1–1 \| 27:53 – Hlynsson (Sigrúnarson) (PP) \| \| Forstner (Lampson, Kindborn) (PP) – 30:15 \| 2–1 \| \| \| \| 2–2 \| 35:58 – Rúnarsson (Stefánsson) \| \| \| 2–3 \| 37:37 – Leifsson (Hlynsson, Rúnarsson) \| \| Kindborn (Isaksson, Lampson) – 44:01 \| 3–3 \| \| \| \| 3–4 \| 48:42 – Rúnarsson (Leifsson) (PP) \| \| \| 3–5 \| 54:42 – Leifsson (K. Jóhannsson) \| \| \| 3–6 \| 59:18 – Hlynsson (Rúnarsson) (EN) \| |                      |                                        |                | Játékvezető: Christian Persson Vonalbírók: Richard Button Thibo Christiaens |
| 12 perc | Büntetések           | 16 perc                                |                | Játékvezető: Christian Persson Vonalbírók: Richard Button Thibo Christiaens |
| 31 | Lövések              | 43                                     |                | Játékvezető: Christian Persson Vonalbírók: Richard Button Thibo Christiaens |
| Lampson (Yannakornthanapunt, Isaksson) (PP) – 20:52 | 1–0                  |                                        |                | Játékvezető: Christian Persson Vonalbírók: Richard Button Thibo Christiaens |
| | 1–1                  | 27:53 – Hlynsson (Sigrúnarson) (PP)    |                | Játékvezető: Christian Persson Vonalbírók: Richard Button Thibo Christiaens |
| Forstner (Lampson, Kindborn) (PP) – 30:15 | 2–1                  |                                        |                | Játékvezető: Christian Persson Vonalbírók: Richard Button Thibo Christiaens |
| | 2–2                  | 35:58 – Rúnarsson (Stefánsson)         |                |                                                                             |
| | 2–3                  | 37:37 – Leifsson (Hlynsson, Rúnarsson) |                |                                                                             |
| Kindborn (Isaksson, Lampson) – 44:01 | 3–3                  |                                        |                |                                                                             |
| | 3–4                  | 48:42 – Rúnarsson (Leifsson) (PP)      |                |                                                                             |
| | 3–5                  | 54:42 – Leifsson (K. Jóhannsson)       |                |                                                                             |
| | 3–6                  | 59:18 – Hlynsson (Rúnarsson) (EN)      |                |                                                                             |

| 2025. május 2. 20:00 | Bulgária | 2–3 (1–1, 1–1, 0–1) | Új-Zéland | Dunedin Jégcsarnok, Dunedin Nézőszám: 1000 |

| Jegyzőkönyv | Jegyzőkönyv      | Jegyzőkönyv                        | Jegyzőkönyv        | Jegyzőkönyv                                                          |
| --- | ---------------- | ---------------------------------- | ------------------ | -------------------------------------------------------------------- |
| | Dimitar Dimitrov | Kapusok                            | Csaba Kercso-Magos | Játékvezető: Niki De Herdt Vonalbírók: Miroslav Lhotský Hamish Young |
| \| V. Dikov (Dilkov, Hodulov) (PP2) – 17:51 \| 1–0 \| \| \| \| 1–1 \| 18:40 – McIntosh (Sandoy, Carey) \| \| \| 1–2 \| 24:33 – Regan (Eaden, Ruski-Jones) \| \| Vasilev (Zaleev, Dilkov) (PP) – 27:27 \| 2–2 \| \| \| \| 2–3 \| 57:31 – Daigle (McIntosh) (PP2) \| |                  |                                    |                    | Játékvezető: Niki De Herdt Vonalbírók: Miroslav Lhotský Hamish Young |
| 10 perc | Büntetések       | 12 perc                            |                    | Játékvezető: Niki De Herdt Vonalbírók: Miroslav Lhotský Hamish Young |
| 34 | Lövések          | 49                                 |                    | Játékvezető: Niki De Herdt Vonalbírók: Miroslav Lhotský Hamish Young |
| V. Dikov (Dilkov, Hodulov) (PP2) – 17:51 | 1–0              |                                    |                    | Játékvezető: Niki De Herdt Vonalbírók: Miroslav Lhotský Hamish Young |
| | 1–1              | 18:40 – McIntosh (Sandoy, Carey)   |                    | Játékvezető: Niki De Herdt Vonalbírók: Miroslav Lhotský Hamish Young |
| | 1–2              | 24:33 – Regan (Eaden, Ruski-Jones) |                    | Játékvezető: Niki De Herdt Vonalbírók: Miroslav Lhotský Hamish Young |
| Vasilev (Zaleev, Dilkov) (PP) – 27:27 | 2–2              |                                    |                    |                                                                      |
| | 2–3              | 57:31 – Daigle (McIntosh) (PP2)    |                    |                                                                      |

| 2025. május 3. 13:00 | Grúzia | 15–1 (5–0, 5–0, 5–1) | Thaiföld | Dunedin Jégcsarnok, Dunedin Nézőszám: 150 |

| Jegyzőkönyv | Jegyzőkönyv                    | Jegyzőkönyv                               | Jegyzőkönyv                 | Jegyzőkönyv                                                               |
| --- | ------------------------------ | ----------------------------------------- | --------------------------- | ------------------------------------------------------------------------- |
| | Ivan Starostin Mikhail Fofanov | Kapusok                                   | Pattarapol Ungkulpattanasuk | Játékvezető: Christian Persson Vonalbírók: Richard Button Tyler Haslemore |
| \| Gavrilenko (Besharov) (PP) – 04:25 \| 1–0 \| \| \| Kozyulin – 04:47 \| 2–0 \| \| \| Metliuk (Karelin) – 05:08 \| 3–0 \| \| \| Davydov (Besharov, Bukiya) – 08:51 \| 4–0 \| \| \| Kozyulin (Kireev) – 09:56 \| 5–0 \| \| \| Besharov (Gavrilenko) – 20:57 \| 6–0 \| \| \| Nikishanin (Karelin, Romanov) (PP) – 27:16 \| 7–0 \| \| \| Davydov (Bukiya, Kurbatov) (SH) – 32:07 \| 8–0 \| \| \| Kozyulin (Kochkin) – 36:43 \| 9–0 \| \| \| Davydov (PS) – 39:31 \| 10–0 \| \| \| Besharov (Bukiya, Gavrilenko) – 41:47 \| 11–0 \| \| \| \| 11–1 \| 44:47 – Isaksson (Lampson, Kindborn) (PP) \| \| Davydov (Karelin, Kurbatov) (PP) – 49:27 \| 12–1 \| \| \| Kireev (Kozyulin, Kharizov) – 55:11 \| 13–1 \| \| \| Shvetsov (Mumladze) – 55:39 \| 14–1 \| \| \| Kochkin (Kozyulin, Obolgogiani) – 56:40 \| 15–1 \| \| |                                |                                           |                             | Játékvezető: Christian Persson Vonalbírók: Richard Button Tyler Haslemore |
| 8 perc | Büntetések                     | 8 perc                                    |                             | Játékvezető: Christian Persson Vonalbírók: Richard Button Tyler Haslemore |
| 66 | Lövések                        | 22                                        |                             | Játékvezető: Christian Persson Vonalbírók: Richard Button Tyler Haslemore |
| Gavrilenko (Besharov) (PP) – 04:25 | 1–0                            |                                           |                             | Játékvezető: Christian Persson Vonalbírók: Richard Button Tyler Haslemore |
| Kozyulin – 04:47 | 2–0                            |                                           |                             | Játékvezető: Christian Persson Vonalbírók: Richard Button Tyler Haslemore |
| Metliuk (Karelin) – 05:08 | 3–0                            |                                           |                             | Játékvezető: Christian Persson Vonalbírók: Richard Button Tyler Haslemore |
| Davydov (Besharov, Bukiya) – 08:51 | 4–0                            |                                           |                             |                                                                           |
| Kozyulin (Kireev) – 09:56 | 5–0                            |                                           |                             |                                                                           |
| Besharov (Gavrilenko) – 20:57 | 6–0                            |                                           |                             |                                                                           |
| Nikishanin (Karelin, Romanov) (PP) – 27:16 | 7–0                            |                                           |                             |                                                                           |
| Davydov (Bukiya, Kurbatov) (SH) – 32:07 | 8–0                            |                                           |                             |                                                                           |
| Kozyulin (Kochkin) – 36:43 | 9–0                            |                                           |                             |                                                                           |
| Davydov (PS) – 39:31 | 10–0                           |                                           |                             |                                                                           |
| Besharov (Bukiya, Gavrilenko) – 41:47 | 11–0                           |                                           |                             |                                                                           |
| | 11–1                           | 44:47 – Isaksson (Lampson, Kindborn) (PP) |                             |                                                                           |
| Davydov (Karelin, Kurbatov) (PP) – 49:27 | 12–1                           |                                           |                             |                                                                           |
| Kireev (Kozyulin, Kharizov) – 55:11 | 13–1                           |                                           |                             |                                                                           |
| Shvetsov (Mumladze) – 55:39 | 14–1                           |                                           |                             |                                                                           |
| Kochkin (Kozyulin, Obolgogiani) – 56:40 | 15–1                           |                                           |                             |                                                                           |

| 2025. május 3. 16:30 | Bulgária | 5–4 (h.u.) (2–1, 0–0, 2–3) (h.u.: 1–0) | Tajvan | Dunedin Jégcsarnok, Dunedin Nézőszám: 500 |

| Jegyzőkönyv | Jegyzőkönyv         | Jegyzőkönyv              | Jegyzőkönyv  | Jegyzőkönyv                                                          |
| --- | ------------------- | ------------------------ | ------------ | -------------------------------------------------------------------- |
| | Andrea Karabadjakov | Kapusok                  | Lee Yi-cheng | Játékvezető: Rasmus Ankersen Vonalbírók: Ahmed Al-Farsi Hamish Young |
| \| Zaleev (Vasilev, Dilkov) – 07:40 \| 1–0 \| \| \| Vasilev (Dilkov) (SH) – 12:45 \| 2–0 \| \| \| \| 2–1 \| 15:59 – Peng (PP) \| \| Georgiev (Dilkov, Vasilev) – 47:31 \| 3–1 \| \| \| \| 3–2 \| 52:51 – Li \| \| \| 3–3 \| 54:09 – Lin Yi. (Lin J.) \| \| \| 3–4 \| 57:32 – Lin Yi \| \| V. Dikov (K. Dikov, Nakov) (EA) – 59:36 \| 4–4 \| \| \| Hodulov – 60:52 \| 5–4 \| \| |                     |                          |              | Játékvezető: Rasmus Ankersen Vonalbírók: Ahmed Al-Farsi Hamish Young |
| 26 perc | Büntetések          | 2 perc                   |              | Játékvezető: Rasmus Ankersen Vonalbírók: Ahmed Al-Farsi Hamish Young |
| 26 | Lövések             | 44                       |              | Játékvezető: Rasmus Ankersen Vonalbírók: Ahmed Al-Farsi Hamish Young |
| Zaleev (Vasilev, Dilkov) – 07:40 | 1–0                 |                          |              | Játékvezető: Rasmus Ankersen Vonalbírók: Ahmed Al-Farsi Hamish Young |
| Vasilev (Dilkov) (SH) – 12:45 | 2–0                 |                          |              | Játékvezető: Rasmus Ankersen Vonalbírók: Ahmed Al-Farsi Hamish Young |
| | 2–1                 | 15:59 – Peng (PP)        |              | Játékvezető: Rasmus Ankersen Vonalbírók: Ahmed Al-Farsi Hamish Young |
| Georgiev (Dilkov, Vasilev) – 47:31 | 3–1                 |                          |              |                                                                      |
| | 3–2                 | 52:51 – Li               |              |                                                                      |
| | 3–3                 | 54:09 – Lin Yi. (Lin J.) |              |                                                                      |
| | 3–4                 | 57:32 – Lin Yi           |              |                                                                      |
| V. Dikov (K. Dikov, Nakov) (EA) – 59:36 | 4–4                 |                          |              |                                                                      |
| Hodulov – 60:52 | 5–4                 |                          |              |                                                                      |

| 2025. május 3. 20:00 | Izland | 5–1 (4–0, 0–1, 1–0) | Új-Zéland | Dunedin Jégcsarnok, Dunedin Nézőszám: 1000 |

| Jegyzőkönyv | Jegyzőkönyv    | Jegyzőkönyv                     | Jegyzőkönyv   | Jegyzőkönyv                                                               |
| --- | -------------- | ------------------------------- | ------------- | ------------------------------------------------------------------------- |
| | Helgi Ívarsson | Kapusok                         | Aston Brookes | Játékvezető: Jeroen Klijberg Vonalbírók: Lowewijk Beelen Miroslav Lhotský |
| \| Rúnarsson (Hlynsson, Leifsson) – 03:50 \| 1–0 \| \| \| Sverrisson (Hjálmarsson) – 04:26 \| 2–0 \| \| \| Skúlason (Hlynsson, Blöndal) – 08:05 \| 3–0 \| \| \| Leifsson (Hlynsson, Sigrúnarson) (PP) – 13:43 \| 4–0 \| \| \| \| 4–1 \| 35:38 – Carey (Eaden, McIntosh) \| \| Rúnarsson (Arason) – 56:41 \| 5–1 \| \| |                |                                 |               | Játékvezető: Jeroen Klijberg Vonalbírók: Lowewijk Beelen Miroslav Lhotský |
| 8 perc | Büntetések     | 46 perc                         |               | Játékvezető: Jeroen Klijberg Vonalbírók: Lowewijk Beelen Miroslav Lhotský |
| 34 | Lövések        | 23                              |               | Játékvezető: Jeroen Klijberg Vonalbírók: Lowewijk Beelen Miroslav Lhotský |
| Rúnarsson (Hlynsson, Leifsson) – 03:50 | 1–0            |                                 |               | Játékvezető: Jeroen Klijberg Vonalbírók: Lowewijk Beelen Miroslav Lhotský |
| Sverrisson (Hjálmarsson) – 04:26 | 2–0            |                                 |               | Játékvezető: Jeroen Klijberg Vonalbírók: Lowewijk Beelen Miroslav Lhotský |
| Skúlason (Hlynsson, Blöndal) – 08:05 | 3–0            |                                 |               | Játékvezető: Jeroen Klijberg Vonalbírók: Lowewijk Beelen Miroslav Lhotský |
| Leifsson (Hlynsson, Sigrúnarson) (PP) – 13:43 | 4–0            |                                 |               |                                                                           |
| | 4–1            | 35:38 – Carey (Eaden, McIntosh) |               |                                                                           |
| Rúnarsson (Arason) – 56:41 | 5–1            |                                 |               |                                                                           |